# Болонский университет
Болонский университет (итал. Università di Bologna) — итальянский государственный университет, старейший университет в западном мире. Находится в итальянском городе Болонья. Входит в европейские университетские ассоциации Утрехтская сеть, Коимбрская группа и Europaeum.
Хотя первые известные издания университетских уставов датируются 1317 годом, процветающая юридическая школа уже существовала с XI века. Согласно некоторым историкам, год её основания 1088, дата, установленная по случаю восьмого столетия комиссией под председательством Джозуэ Кардуччи; основателем считается Ирнерий, который предположительно умер после 1125 года.

## История

### Возникновение Болонской школы права
По свидетельству итальянского юриста XIII столетия Одофреда, Болонья стала местом нахождения школы права, которая ранее базировалась в Равенне, а ещё раньше в Риме. В трактате 964 года, который был заключён между императором Оттоном I Великим и папой Львом VIII, поименованы проживавшие в Риме доктора права. Также известно, что в 1055 году Dominicum legis Doctorem выдавал в Равенне дипломы учителям и ученикам права. В Болонье первым преподавал юриспруденцию Пепо, получивший степень доктора права в 1075 году.
Однако настоящее основание Болонской школы права связано с именем Ирнерия. Первоначально он являлся magister artium liberalium, но затем стал специализироваться на правоведении. По версии Германа Фиттинга, причиной смены интересов Ирнерия было желание маркграфини Матильды Тосканской создать конкурента Равеннской школе права. Во время борьбы за инвеституру графиня Матильда Тосканская поддерживала папу Григория VII, в отличие от равеннских юристов, враждебных к папству. По преданию, Ирнерий начал преподавать в Болонье право в 1088 году.

### Приход известности
Возле Ирнерия образовался вскоре круг учеников, самыми знаменитыми из которых были четверо: Бульгаро, Мартин Гозиа, Якоб де Борагине и Гуго де Порта Ревеннате. С них началась школа глоссаторов.
В начале XII столетия школа права в Болонье была уже популярнее равеннской. Однако ещё в середине этого столетия большей славой за пределами Италии пользовалась школа свободных искусств. Но уже к концу XII века болонские профессора права получили заметный перевес над прочими учёными Болоньи и приобрели европейскую известность. Это произошло благодаря, во-первых, научным преимуществам метода преподавания и, во-вторых, покровительству германского императора (1152—1190) Фридриха I Барбароссы, который также являлся королём Ломбардии и был заинтересован в поддержании авторитета римского права, на которое можно было опереться при домогательствах короны. После сейма в Ронкалье (Пьяченца) в 1158 году, на котором присутствовали болонские профессора и где были урегулированы правовые взаимоотношения между императором и итальянскими городами, Фридрих дал обязательство предоставить всем студентам, изучающим в Болонье римское право, следующие льготы: во-первых, свободно путешествовать по всем странам под эгидой его авторитета (что помогало избегать неприятностей, обычно испытываемых иностранцами), и во-вторых, подлежать в городе суду исключительно профессоров или епископа.
Популярности университета способствовало также развитие города и его прекрасный климат. Учиться приезжали не только юноши, но и взрослые, семейные люди. В Болонье учились Николай Коперник, Ульрих фон Гуттен, Олоандер. Коронованные особы также посылали своих детей в Болонью для изучения права и свободных искусств. Удивительными для того времени особенностями университета были невозможность поступить благодаря только своему положению (знания требовались равно и от сына ремесленника, и от сына короля), а также то, что женщины допускались и как студентки, и как преподавательницы женщины, такие как Беттиса Гоццадини, становились преподавательницами права.
Стекавшиеся со всех концов Европы студенты не замедлили образовать в своей среде настоящие корпорации по образцу различных ремесленных и художественных цехов того времени. Собрание всех студенческих корпораций под общим статутом составило к концу XII века университет в Болонье.

### Особенности Болонского университета
Университет этот, являющийся наряду с парижским, основанным в ту же эпоху (официальное признание светскими и духовными властями (папством) — самое начало XIII века), самым старинным в Европе, со дня своего образования имел две особенности, вытекающие из самих условий, при которых он образовался. Во-первых, это не была ассоциация профессоров (universitas magistrorum), власти которых исключительно должны были подчиняться ученики, посещающие их лекции, а ассоциация студентов (universitas scholarium), сама выбирающая руководителей, которым подчинялись профессора. Болонские студенты делились на две главные части, «ультрамонтанов» (из-за гор, то есть из стран вне Италии, за Альпами) и «цитрамонтанов» (из Италии, по сию сторону Альп), из которых каждая ежегодно избирала ректора и совет из различных национальностей, заведовавший вместе с ним управлением и университетской юрисдикцией. Профессора (doctores legentes) выбирались студентами на определенное время, получали гонорар по условию и обязывались не преподавать нигде, кроме Болоньи. Находясь по статуту, таким образом, в зависимости от университета и будучи свободны лишь в руководстве занятиями студентов, они могли приобрести авторитет и влияние на слушателей исключительно своими знаниями, личными качествами и педагогическим талантом.
Вторая особенность Болонского университета состояла в том, что он был юридическим (universitas legum) в противоположность Парижскому, который вначале был посвящён единственно теологии. Изучение римского права, положившее начало самому университету, и канонического права, введенного в программу университета в XII веке, остались главными предметами университетского преподавания. Медицина и свободные искусства преподавались в нём в течение XIII столетия знаменитыми профессорами; но слушатели их тем не менее считались принадлежащими к юридическому университету, и только в XIV веке наряду с ним образовались два других университета: 1) медицины и философии и 2) теологии. Особенностью юридической направленности Болонского университета было то, что он не находился под прямым управлением папства, как Парижский университет, поскольку изучение римского права не требовало церковного разрешения, в отличие от теологии. Однако начиная с XIII века папы, оказывавшие поддержку университету в его спорах с городским управлениям, и утвердившие его статуты в 1253 году, в свою очередь приобрели над университетом некоторую власть, и добились того, что болонский архидиакон являлся контролером на экзаменах и при выдаче дипломов от их имени, «дабы убедиться в их правильности».

### Расцвет
Самым блестящим периодом болонской школы права был промежуток времени между началом XII столетия и второй половиной XIII, охватывающий собою лекции Ирнерия и преподавание глоссаторства Аккурсием. В этот период нашёл самое широкое и плодотворное применение как в устном изложении, так и в сочинениях глоссаторов новый их метод обучения. В течение этого длинного периода самыми известными из глоссаторов после упомянутых выше четырёх докторов были: Плацентин, работавший главным образом над кодексом Юстиниана и основавший школу права в Монпелье, где он и умер в 1192 году; Бургундио — один из немногих глоссаторов, знавший греческий язык, и переводчик греческих текстов пандектов; Рожер, Жан Бассиэн, Пиллиус, Азо — работы которого пользовались таким авторитетом, что даже сложилась поговорка: «Chi non ha Azo, non vado a palazzo»; Гуголен, продолжавший работы Азо Жак Бальдуини; Рофруа и, наконец, Аккурсий (1182—1258), самый известный из глоссаторов, знаменитый главным образом своей огромной компиляцией, в которой он резюмировал работы своих предшественников.
Свою любовь к занятиям юриспруденцией Аккурсий передал и детям, а дочь его, Дота д’Аккорсо, удостоенная университетом степени доктора прав и допущенная к публичному преподаванию, была первой упоминаемой в летописях университета женщиной. За ней последовали другие женщины-юристы: Битгизия, Гоццацини, Новелла д’Андреа и др. Одновременно с римским правом в Болонском университете с успехом шло преподавание канонического права профессорами, которые в своих лекциях и сочинениях прямо следовали методе Ирнерия. Начиная со второй половины XII столетия в актах, относящихся к Болонскому университету, встречаются имена профессоров канонического права (doctores decretorum). Около 1148 года в Болонье жил Грациан, монах, автор известных декреталий. После него ученики его Покапалия, Руфин, Роланд Бандинелли (ставший впоследствии Папой под именем Александра III), Гугуччио, а в XIII веке — Ричард Английский, Дамас, Танкред, известный своим «Ordo judiciarius», Бернард Пармский, Раймон из Пеньяфора — сделались главными представителями университетского преподавания канонического права в Болонье. Некоторое время профессора римского права (legum doctores) и канонисты (decretistae) составляли два отдельных класса; но мало-помалу канонисты стали рассматривать римское право как составную часть своего предмета, и наоборот, романистам приходилось делать ссылки в своих работах на церковные каноны; одни и те же учёные были часто профессорами того и другого права (doctores utriusque juris) и занимались преподаванием обеих этих отраслей права, тесно связанных между собою.
В период наивысшего расцвета в Болонском университете школы права, наряду с юриспруденцией начинают процветать и другие науки: философия, латинская и греческая литература, а затем и медицина. Из профессоров-философов можно назвать Альбериго, читавшего в XII веке, флорентийца Лота, преподававшего одновременно с философией и физику, монаха Монето. В числе филологов Болонского университета были Gaufrido di Vinisauf, англичанин по происхождению, учивший и писавший в стихах и прозе, Бонкомпаньо, отличный знаток латинского языка. Изучение греческого языка, положившего начало эпохе гуманистов, привилось здесь раньше, чем в других итальянских университетах, и с XV века оно прочно утвердилось в Болонье, которая может гордиться тем, что в среде её философов жил Эразм Роттердамский. В Болонье же сделала значительный шаг вперед и медицина благодаря впервые введенному Люцином ди Луцци методу преподавания анатомии человеческого тела и животных на трупах. На поприще занятий медициной, а затем естественными науками, и отличались особенно женщины-профессора Болонского университета. В ряду их известны имена Доротеи Букки (XIV—XV вв), занявшей после смерти своего отца Джиованни Букки кафедру практической медицины и нравственной философии, и более близких к нашему времени знаменитых болонских лектрис XVIII века — Лауры Басси, занимавшей кафедру экспериментальной физики и философии, гордости болонских женщин, соорудивших по подписке в честь своей прославленной соотечественницы памятник, который украшает лестницу, ведущую в музей и библиотеку университета, Гаэтаны Агнези, преподававшей аналитическую геометрию, Анны Моранди, по мужу Манцолини, известной своими работами по анатомии, Марии далле Донне, снискавшей уважение к себе Наполеона I.

### Падение популярности
Духовный и нравственный авторитет, которым пользовались профессора болонской школы, сказывался не только в том успехе, который имели их лекции и сочинения, но также в том высоком положении, какое они занимали как в самой Болонье, так и за её пределами. Они были освобождены от налогов и военной службы и, получали все права граждан Болоньи, даже если не были рождены в этом городе. Их титуловали dominus (владетельный господин), в отличие от наименования magister, которое носили профессора школы свободных искусств, и они числились рыцарями. Многие из них принимали деятельное участие в общественных делах в качестве судей, правителей города или посланников, как, например, Азо, Гуголин и Аккурсий — в Болонье, Бургундио — в Пизе, Бальдина — Генуе, Рофруа — Беневенге. Но часто Болонья забывала, что своим блеском она обязана университету, и вступала с ним в течение XII и XIII веков в жестокие споры, грозившие часто уничтожить права и привилегии университета и прерывавшие занятия в нём. Борьба гвельфов и гибеллинов, разделившая Италию на две враждующие части, с особенной силой велась в Болонье, и университет не мог оставаться равнодушным к ней. Несмотря, однако, на эти споры и партийные раздоры, болонская школа к половине XIII века достигла высшей точки процветания. С этого времени начинает мало-помалу изменяться направление в прежней системе глоссаторов. Вместо того, чтобы предметом своих толкований брать исключительно тексты из первоисточников римского права, теперешние профессора принялись за истолкование глосс своих предшественников: в школе, так же как и в судах, glossa magistralis Аккурсия заняла место Corpus juris.
Сверх того, различные обстоятельства влияли на изменение к худшему того высокого положения, которым пользовались болонские профессора. Принимая участие в общественных делах, они поневоле вмешивались в партийные распри и благодаря этому теряли значительную долю своего нравственного влияния. К концу XIII века город основал несколько кафедр для публичных лекций и назначил профессорам, занявшим эти кафедры, определенную плату взамен гонорара, который платили сами студенты, и мало-помалу большинство профессоров оказалось на жаловании у города; они подпали, таким образом, под власть городского муниципалитета, претендовавшего на регулирование профессорского преподавания, не считаясь с личными способностями преподавателей и с интересами науки. А в следующем столетии ещё одна новая мера нанесла смертельный удар болонской школе: политическая партия, все более и более захватывавшая в свои руки власть в городе, обнаружила желание предоставить право преподавания одним лишь гражданам Болоньи и притом лишь членам известных фамилий, очень немногочисленных. Болонский университет, таким образом, утрачивал постепенно своё превосходство в деле изучения римского права, так как самые знаменитые легисты этого времени отправились преподавать в Пизу, Перуджу, Падую и Павию, которые оспаривали друг у друга пальму первенства.
Падение болонской школы вызвало в течение XIV века появление на свет школы комментаторов (в лице Бартоло), которая господствовала в течение XIV и XV веков. Но в XVI веке историческая школа взяла в свои руки дело глоссаторов, расширив и дополнив его при помощи всех средств, которые доставляли ей история и филология, обновлённые трудами гуманистов эпохи Возрождения.

### Влияние университета
За время своего существования болонская школа оказывала огромное влияние не только на Италию, но и на всю Западную Европу. Благодаря репутации своих профессоров Болонья рассматривалась как средоточие римского права: по общему мнению, только здесь можно было найти глубокое знание римских законов и церковных правил. Вот почему сюда стремилась молодёжь со всех концов Европы услышать из уст самих профессоров науку права; по возвращении обратно на родину бывшие слушатели Болонского университета пропагандировали методу и доктрину глоссаторов. Во Франции Пьер де Блуа, Жак де Ревиньи, Гильом Дюран; в Англии — Вакариус, Ричард Английский, Франциск Аккурсий; в Испании Пон де Ларида; в Италии многочисленная группа легистов — распространяют путём своих лекций и сочинений ту науку, которую они сами получили в Болонье. Даже более того, в названных странах большинство юридических факультетов были основаны по образцу болонской школы её профессорами: в Италии — Падуанский (1222), Виченцский (1203) и др.; в Арагоне — Перпиньянский (1343); во Франции — университет в Монпелье, основанный Плацентином в конце XII столетия.
С конца XII века благодаря трудам болонских глоссаторов и их учеников все более и более расширяется на Западе рецепция римского права, которое по доктрине тогдашних юристов должно быть названо правом всеобщим, ratio scripta (писаным законом), которое должно служить общему законодательству всех христианских народов. В то же время развивалось повсюду в Европе изучение канонического права, основание которому положено было болонской школой. Если, нельзя сказать, что болонская школа вызвала вновь в XII столетии на свет изучение римского права, которое, в сущности, не прекращалось и в предыдущие века, тем не менее можно утверждать, что благодаря своей методе и доктрине она в значительной степени обновила науку права и оказала на законодательство, учреждения и на самые идеи европейского общества огромное влияние, которое чувствовалось на протяжении всех Средних веков вплоть до самого последнего времени. Вот почему в праздновании Болоньей 800-летнего юбилея (1088—1888) её университета мог так ярко сказаться международный характер празднества, на которое откликнулся весь европейский учёный мир. С 1859 года университет вновь получил светский характер, освободившись от сильного влияния папы. В конце XIX века в нём было 4 факультета, инженерная школа, педагогическая семинария и школа политических наук, независимая от юридического факультета. Ректор назначался из среды профессоров, которых в 1888 году насчитывалось до 200. В их числе итальянский поэт Кардуччи, занимавший кафедру итальянской литературы и параллельно читавший сравнительную историю романских литератур, и женщины-лектрисы — Джузеппина Каттани и Мальвина Огоновская, профессора славянских наречий.
Библиотека университета заключает в себе более 200 тысяч томов.

## Рейтинги университета
UI Greenmetric - Мировой рейтинг университетов:
Болонский университет занимает 12-е место в мире и 1-е в стране. Первое место в мире в категории транспортных услуг.
Рейтинг влияния:
Болонский университет занимает 23-е место в мире (цели устойчивого развития ООН), 2-е место в Европейском союзе и 1-е место в Италии. Болонский университет занимает второе место в мире по показателю "Гендерное равенство"
QS - Устойчивое развитие:
Болонский университет занимает 108-е место в мире, обеспечивая 1-ю позицию в стране.